# Odontomachus spinifer
Odontomachus spinifer es una especie extinta de hormiga del género Odontomachus, familia Formicidae. Fue descrita científicamente por De Andrade en 1994.
Se distribuía por República Dominicana. El obrero de O. spinifer medía aproximadamente 11,08 mm (0,44 pulgadas) de longitud y presentaba un exoesqueleto brillante de tonos rojo amarillento a marrón rojizo, con una pequeña puntuación en la parte superior de la cabeza, las mandíbulas, el nódulo del pecíolo y el gáster.